# CD Tepatitlán de Morelos
Der Club Deportivo Tepatitlán de Morelos, kurz auch CD Tepatitlán de Morelos oder einfach nur Tepa, auch bekannt als Alteños de Tepatitlán (der spanische Begriff Alteños bedeutet in etwa Höhenbewohner und bezeichnet im Bundesstaat Jalisco die Bewohner der Region Los Altos de Jalisco, in der sich auch der etwa 1820 m hoch gelegene Ort Tepatitlán de Morelos befindet) ist ein mexikanischer Sportverein in der gleichnamigen Stadt Tepatitlán de Morelos im Bundesstaat Jalisco. 

## Geschichte
Seinen ersten Ausflug in den Profifußball wagte der 1944 gegründete Verein 1986, als er sich für die Saison 1986/87 in die drittklassige Segunda División 'B' aufnehmen ließ, in der zu dieser Zeit bereits sein Stadtrivale Industrial vertreten war. In der Saison 1991/92 gewann Deportivo Tepatitlán die Meisterschaft der Segunda División 'B' und stieg in die damals noch zweitklassige Segunda División auf, während zeitgleich der Stadtrivale Club Deportivo Industrial in die viertklassige Tercera División abstieg.
In seiner zweiten Saison 1993/94 der Segunda División erreichte die Mannschaft die  Liguillas, die im K.-o.-System ausgetragene Endrunde um die Meisterschaft. Dort scheiterte sie im Viertelfinale (nach 0:0 und 1:1) mit 1:3 im Elfmeterschießen gegen Atlético Yucatán. Deportivo Tepatitlán verlor seinen Platz in der zweiten mexikanischen Liga daher nicht auf sportlichem Wege, sondern durch die zur Saison 1994/95 neu eingeführte Primera División 'A', durch die die bisher zweitklassige Segunda División den Rang einer dritten Liga erhielt. Der Verein verzichtete auf die Teilnahme an dieser neu geschaffenen dritten Liga und veräußerte seine Lizenz an eine Mannschaft aus dem Badeort Puerto Vallarta.
Zur Saison 2015/16 startete die Fußballabteilung des Vereins erneut in der Segunda División und erzielte dabei durchweg erfreuliche Ergebnisse. So erreichte die Mannschaft in den 6 Halbsaisons bis einschließlich 2017/18 insgesamt fünfmal die Liguillas. 
Mit der Verpflichtung von Raúl Arias im Juni 2017 wurde die bisher erfolgreichste Spielzeit der Vereinsgeschichte eingeläutet. In der Apertura 2017 stieß die Mannschaft bis ins Finale gegen den ehemaligen Erstligisten CD Irapuato vor und konnte sich (nach einer 0:1-Auswärtsniederlage und einem 2:1-Heimsieg) am Ende mit 5:3 im Elfmeterschießen durchsetzen und die Meisterschaft der Serie A gewinnen.
Auch in der Clausura 2018 konnte sich die Mannschaft für die Finalspiele qualifizieren, in denen sie den Loros de Colima unterlag. Im anschließenden Gesamtsaisonfinale standen sich die beiden Mannschaften dann erneut gegenüber. Nach einem 2:0 im heimischen Estadio Gregorio Tepa Gómez wurde das Rückspiel mit demselben Ergebnis verloren. Somit wurde zur Ermittlung des Meisters ein Elfmeterschießen erforderlich, das 4:3 gewonnen wurde. Hierdurch qualifizierte sich die Mannschaft auf sportlichem Wege für den Aufstieg in die zweitklassige Ascenso MX. Doch weil das Stadion des Vereins zu diesem Zeitpunkt nicht den Anforderungen für einen Spielort der zweiten mexikanischen Fußball-Liga entsprach, wurde dem Verein der Aufstieg zunächst verwehrt.
Für die Saison 2020/21 wurde der Verein dann doch in die nunmehr zweitklassige Liga de Expansión MX aufgenommen, wo er im Saisoneröffnungsspiel ein 2:2 gegen Atlético Morelia erzielte.

## Erfolge
- Meister der Segunda División: 2017/18
- Meister der Segunda División 'B': 1991/92